# Max Gerson
Max Gerson (Wongrowitz, Porosz Királyság, 1881. október 18. – New York, 1959. március 8.) németországi zsidó származású amerikai orvos, aki kifejlesztette a róla elnevezett Gerson-terápiát, egy diétás alapú alternatív rákkezelést, amelyről azt állította, hogy az képes meggyógyítani a rákot és a legtöbb krónikus, degeneratív betegséget.

## Élete
Zsidó családban született 1881-ben, a Német Birodalomhoz tartozó Wągrowiec-ben (ma Lengyelországban van). 1909-ben diplomázott a freiburgi Albert Ludwig Egyetemen. 28 évesen kezdett orvosi gyakorlatot Breslauban (Wrocław), később Bielefeldben szakosodott belgyógyászatra és idegbetegségekre.
1927-re a tuberkulózis kezelésére szakosodott, kidolgozta a Gerson-Sauerbruch-Hermannsdorfer diétát, azt állítva, hogy az jelentős előrelépés a tuberkulózis kezelésében. 1928-ban kezdte használni a rák kezelésére.
Amikor a nácik 1933-ban hatalomra kerültek, elhagyta Németországot, és Bécsbe emigrált, ahol a West End szanatóriumban dolgozott. Mintegy két évet töltött Bécsben, majd 1935-ben Franciaországba költözött, és egy Párizs melletti klinikával társult, majd 1936-ban Londonba távozott, de röviddel ezután az Egyesült Államokba költözött, ahol New Yorkban telepedett le.
1942-ben amerikai állampolgár lett. Családja más tagjai időközben a nácik üldözésétől haltak meg. 
Az Egyesült Államokban számos rákos betegen alkalmazta a terápiáját, jó eredményeket érve el. 1953-ban a Gerson-féle kezelés szakmai felelősségbiztosítása megszűnt, és 1958-ban New York-i orvosi engedélyét két évre felfüggesztették. 1959. tavaszán halt meg tüdőgyulladásban.

## Módszere
Kezdetben a terápiáját migrénes fejfájás és tuberkulózis kezelésére használta. 1928-ban kezdte el használni a rák kezelésére.
Mintegy harminc év alatt dolgozta ki a gyógyító módszerét. Azt vallotta, hogy az egész embert kell kezelni, nem csak a daganatot. Módszerének lényege három pontban foglalható össze:
- Méregtelenítés.
- Esszenciális ásványanyagokkal, nyomelemekkel való ellátás.
- Oxidál enzimek bejuttatása speciálisan elkészített tápláló italokból.

A halála után a lánya, Charlotte Gerson (1922– 2019) folytatta a terápia népszerűsítését, és 1977-ben megalapította a „Gerson Intézet” -et.

### Magyarországon
A magyarországi Gerson Intézet 2009-ben nyílt meg Dobogókőn, amely hivatalosan akkreditált intézmény lett.

### Kritika
Az orvostudomány képviselői részéről a terápia számos kritikát kapott, hogy az hatástalan, sőt veszélyes is.

## Művek
A hozzá és a módszeréhez kapcsolódó, magyar nyelvű művek:
- Beata Bishop: A Gerson-diéta és a pszichoterápia szerepe a rákgyógyításban, Egészségforrás Kiadó, Budapest, 1990
- Gerson Kalauz, Egészségforrás Alapítvány Kiadó, Budapest, 2006
- Beata Bishop, Charlotte Gerson: Gerson-terápia - A rák és egyéb krónikus betegségek gyógyítása, Egészségforrás Alapítvány Kiadó, Budapest, 2009
- Beata Bishop: Ideje a gyógyításnak, Egészségforrás Kiadó, Budapest, 2010